# Сатурналия
Сатурналия (лат. Saturnalia tupiniquim) — один из первых известных травоядных динозавров. Считался ранним прозавроподом, пока не было установлено, что он более примитивен. Сейчас классифицируется как ранний завроподоморф.

## Сведения
- Ареал: Бразилия
- Время жизни: карнийский ярус триасового периода
- Длина: 1,5 м
- Питание: Травоядные
- Враги: Целофиз

Самыми известными палеонтологами, изучавшими данный вид динозавров, были Лангер, Абдала, Рихтер и Бентон.

## Характеристики
По трём почти полностью сохранившимся скелетам можно воссоздать внешний облик этого животного с длинной шеей и хвостом. Голова маленькая, зубы грубо зазубренные, приспособленные для размалывания растительной пищи. Тело обтекаемое, ноги тонкие, кости таза примитивные. 
Аргентинский палеонтолог Хосе Бонапарте и его коллеги в 2007 году пришли к выводу, что род Saturnalia, анатомически очень похожий на Guaibasaurus, может быть также отнесён к семейству Guaibasauridae.

## Этимология
Своё имя динозавр получил в честь римского праздника зимнего солнцестояния, во время которого и был найден его скелет.